# Palette en plastique

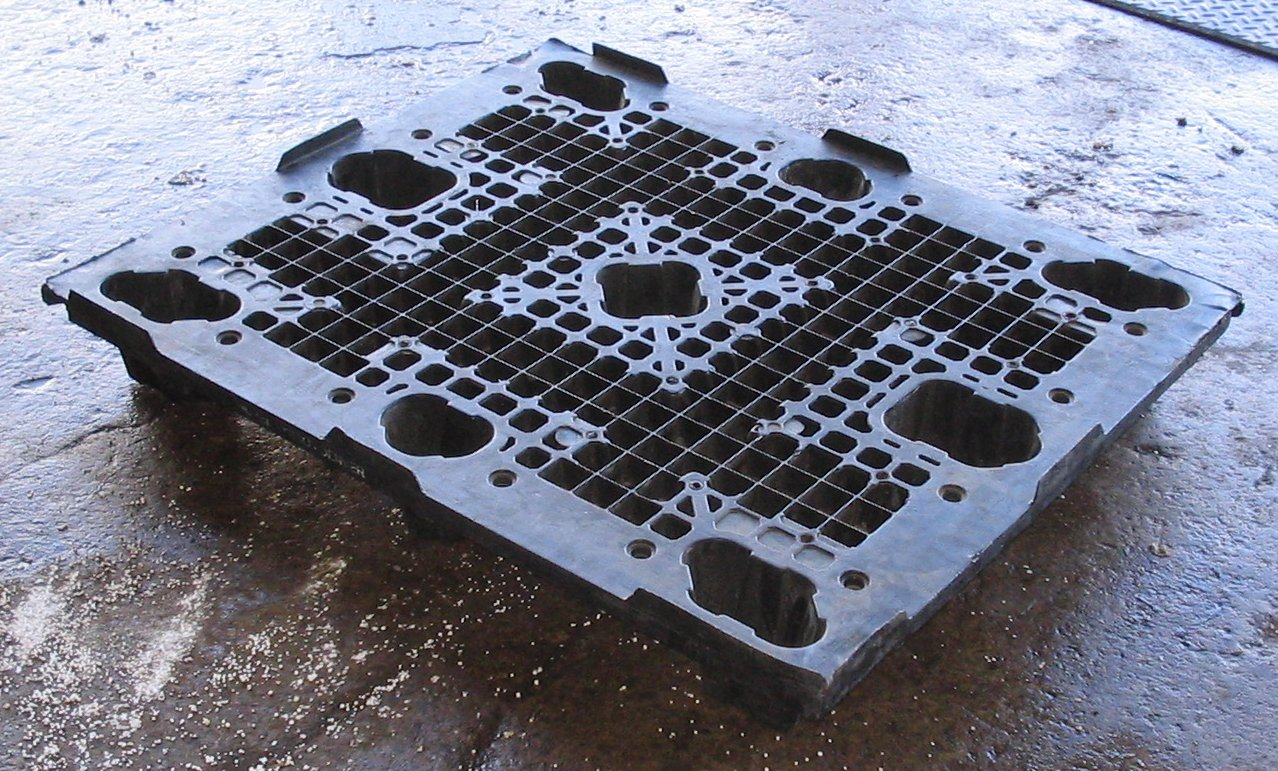
Une palette en plastique

La palette en plastique est une palette de manutention en matière plastique destinée à rationaliser la manutention industrielle, le stockage et le transport de marchandises. Elle constitue la version plastique des palettes en bois.

## Composition
La palette en plastique est généralement composée de polyéthylène haute densité (PEHD) ou de polypropylène (PP).

## Fabrication
La palette est une forme moulée compacte fabriquée majoritairement par moulage par injection à haute pression. Elle est réalisée sur de très grosses presses d’injection ayant une force de fermeture de minimum de 3 000 tonnes.

## Plastiques versus bois
- avantages par rapport à la palette en bois, la palette en plastique [2] :
  - est inaltérable et imputrescible, d’où des facilités de stockage ;
  - augmente la sécurité de manipulation car elle est dépourvue d’échardes et de clous ;
  - est plus légère ce qui rend la manutention plus facile et réduit le coût de transport : environ 6 kg pour le plastique contre environ 20 kg pour le bois ;
  - permet un empilement à vide plus élevé : 45 palettes pour le plastique contre 15 palettes pour le bois ;
  - permet un nombre estimé de rotation avant rebut plus élevé : environ 20 pour le plastique contre environ 8 pour le bois ;

- inconvénient par rapport à la palette en bois, la palette en plastique :
  - est plus chère à l’achat.